# A spasso nel bosco
A spasso nel bosco (A Walk in the Woods) è un film del 2015 diretto da Ken Kwapis con protagonista Robert Redford, qui anche produttore, nei panni di Bill Bryson, giornalista e scrittore statunitense.
Il film è l'adattamento cinematografico del diario Una passeggiata nei boschi scritto nel 1998 dallo stesso Bryson, in cui narra umoristicamente la sua avventura con l'amico Stephen Katz, mentre attraversa uno dei sentieri escursionistici più celebri del mondo, il sentiero degli Appalachi, lungo circa 3.510 chilometri.

## Trama
L'anziano scrittore Bill Bryson decide di cimentarsi in un'escursione molto impegnativa sul Sentiero degli Appalachi, lungo più di tremila chilometri. Su insistenza della moglie Catherine, che teme per la sua incolumità, l'uomo cerca quindi qualcuno con cui condividere il cammino. L'unica persona disponibile all'impresa è Stephen Katz, un vecchio amico che non vede da anni e con cui aveva affrontato un rocambolesco viaggio in Europa più di quarant'anni prima. Bill e Stephen si avventurano così in un'esperienza che riserverà loro parecchie sorprese.

## Produzione
Inizialmente si era pensato a Richard Linklater come regista del progetto.
Le riprese del film sono iniziate il 5 maggio 2014 a Los Angeles.

## Distribuzione
La pellicola è stata presentata al Sundance Film Festival il 23 gennaio 2015.
Il film è stato distribuito nelle sale cinematografiche statunitensi a partire dal 2 settembre 2015. In Italia il film è stato distribuito su Netflix l'11 febbraio 2016.

## Riconoscimenti
- 2016 - Georgia Film Critics Association[6]
  - Candidatura per il miglior film prodotto in Georgia